# فرایند
فرایند، فرایند، فراروند یا پروسه (به انگلیسی: Process) (به فرانسوی: Procédé) در علوم مختلف معانی مختلفی دارد و در کسب‌وکارها و سازمانها به مجموعه ای از اعمال ساختاریافته و مرتبط ایجادکننده یک خدمت یا محصول گفته می‌شود، یا در کاربردهای مربوط به دیگر علوم به دنباله‌ای از تغییرات رخ‌دهنده در ویژگی‌های یک سامانه یا شیء گفته می‌شود. در صورتی که این تغییرات به‌طور طبیعی رخ دهند، دنباله تغییرات (فرایند) مدیریت‌پذیر نیست و در صورتی که طراحی‌شده باشند، دادن عنوان فرایند بر آن محل اشکال است و از آن به پروژه یاد می‌شود که قابل مدیریت است، هرچند در دنباله تغییرات طبیعی تعریف شده باشد. به پروسه‌گاه، آمایش می‌گویند.

## در مورد تعریف
این اصطلاح در روان‌شناسی نیز معانی گوناگونی دارد. اما تمامِ آن‌ها با ریشهٔ لاتین به معنیِ «پیش رفتن» هماهنگی دارند و پیشرفت گام به گام به سوی هدفی را می‌رسانند. به‌طورِ خلاصه، اصطلاح «روند» یعنی تغییر مرحله به مرحله به سمتِ یک هدف معین.
روند، معرف یک یا دسته‌ای از فعل و انفعالات است که به منظور تبدیل داده‌ها به باز داده‌ها انجام می‌گیرد. به عنوان مثال در مدرسه، تمام داده‌ها مانند دانش آموز، آموزگار، بودجه و تجهیزات به خاطر عمل آموزش به کار می‌رود. روند همان تغییراتی است که در دانش آموزان انجام می‌شود و به موجب آن، آنچه را که پیش‌تر نمی‌دانستند یادمی‌گیرند.
در یک تعریف معادل می‌توان گفت روند، یک‌سری منطقی از تراکنش‌های مرتبط با یکدیگر که ورودی را به نتایج و خروجی‌ها تبدیل می‌کند. گاهی روند را جعبهٔ تبدیل (به انگلیسی: transformation box) یا جعبه سیاه (به انگلیسی: black box) می‌نامند، زیرا در این مرحله یا در درون این بخش، عملیاتی انجام می‌شود که ممکن است بخش یا حتی همهٔ آن برای انسان یا بیننده، ناشناخته باشد.
پس در کل، فرایند به مجموعهٔ فعالیت‌های به هم پیوسته‌ای گفته می‌شود که برای ایجاد یک یا چند تغییر تعریف شده طراحی و پیاده شده است. در ضمن هر فرایند با یک فعالیت مشخص آغاز و با یک فعالیت مشخص نیز پایان می‌یابد. تشخیص این فعالیت‌ها از اهمیت ویژه‌ای برای شناسایی فرایند برخوردار است. به منظور تأکید بر ضرورت تشخیص فعالیت‌های آغازکننده و خاتمه دهنده، فرایند را به عنوان مجموعهٔ فعالیت‌های به هم پیوسته‌ای که با یک فعالیت مشخص آغاز می‌شود و با یک فعالیت مشخص پایان می‌یابد، نیز تعریف کرده‌اند.
لغت‌نامه مریام وبستر روند را چنین تعریف می‌کند: «عمل یا پیشرفت طبیعی متداوم و پیشرونده مشخص شده با تعدادی تغییرات تدریجی که به گونه نسبتاً معینی در پی هم روی می‌دهند و به نتیجه یا فرجام خاصی می‌انجامند. یا یک عمل مصنوع یا اختیاری متداوم و پیشرونده و متشکل از تعدادی حرکت یا عمل کنترل‌شونده که به‌طور منظم در جهت رسیدن به نتیجه یا فرجام خاصی روی می‌دهند.»
در سازمان‌ها معمولاً اجرایِ یک فرایند با چند تغییر همراه است و تشخیص تمامی موارد ایجاد تغییر برای رسیدن به درک کاملی از فرایند الزامی است. تغییرات ایجاد شده در اثر وقوع یک فرایند را باید در موضوعات زیر جستجو کرد:
1. فرد انجام دهنده فعالیت: در فرایندهایی که به منظور شناسایی و کسب آگاهی انجام می‌پذیرد، هدف اصلی از انجام فرایند ایجاد تغییر در دانسته‌های فرد انجام دهنده فعالیت است. برای مثال انجام یک معاینهٔ بالینی منجر به ایجاد آگاهی‌های جدید در فرد انجام دهندهٔ معاینات می‌شود.
2. عامل A (فرد یا شیئی که تحت تأثیر فعالیت‌ها قرار می‌گیرد): برای مثال در خدمات تندرستی گیرندهٔ خدمت از نظر دانش و آگاهی یا از نظر بیولوژیک تغییر می‌کند و در فرایندهای تعمیر و نگهداری، تجهیزات از نظر فیزیکی تغییر داده می‌شوند.
3. اسناد: تقریباً در تمامی فرایندهای طراحی شده در سازمان شیوهٔ انجام فعالیت‌ها و نتایج به دست آمده از آن‌ها در فرم‌های از پیش طراحی شده ثبت می‌شود. به واسطهٔ اهمیت تکمیل اسناد، که مهم‌ترین تغییری است که در برخی از فرایندها رخ می‌دهد، شناسایی این تغییر را باید مورد توجه خاص قرار داد.

در جریان شناسایی یک فرایند اولین تغییری که جلب توجه می‌کند تغییر در فرد یا چیزی است که تحت تأثیر فعالیت‌ها قرار می‌گیرد. توجه نکردن به تغییراتی که باید در فرد ارایه‌کنندهٔ خدمت ایجاد گردد و همچنین اسنادی که باید تولید شوند، منجر به شناسایی ناقص فرایند می‌شود. از آنجا که هدف از طراحی و اجرای یک فرایند ایجاد این تغییرات است، تشخیص ندادن کامل آن‌ها طراحی یا اصلاح نامناسب فرایند را به همراه خواهد داشت.
با اندکی تأمل بر فعالیت‌های تشکیل دهندهٔ یک فرایند می‌توان تشخیص داد که یک فعالیت، تعامل (تأثیر و تأثر متقابل) بین انسان و ابزار از یک سو، و عامل A و مواد از سوی دیگر با یک روش خاص است. به هر یک از این عوامل (انسان، ابزار، مواد، و عامل A) درونداد فرایند گفته می‌شود. از انسان، ابزار و مواد به کار گرفته شده در فرایند به منابع یا ساختار تعبیر می‌شود. ابزار و مواد به منابع غیرانسانی معروف است. ابزار را اصطلاحاً منابع سرمایه‌ای و مواد را منابع مصرفی می‌نامند؛ بنابراین اجرای یک فرایند مستلزم گرد آمدن منابع مورد نیاز و عامل A و در اختیار داشتن روش انجام فعالیت است. پس از خاتمهٔ فعالیت‌ها دروندادهای فرایند حکم بروندادهای آن را خواهند یافت. برخی از این بروندادها دستخوش تغییر شده‌اند و برخی دیگر نیز بدون تغییر باقی‌مانده‌اند.
هر فرایند قابل تقسیم به فرایندهای کوچک‌تر است و خود نیز می‌تواند جزئی از یک فرایند بزرگ‌تر باشد. این بدان معناست که تعیین محدودهٔ فعالیت‌های تشکیل دهندهٔ یک فرایند امری نسبتاً اختیاری است و به هدف از تمرکز بر روی فرایندها بستگی دارد. به منظور دست‌یابی به یک برداشت کلی از سازمان نیازی به پرداختن به جزئیات نیست و می‌توان فرایندها را بزرگ و در برگیرندهٔ تعداد نسبتاً زیادی از فعالیت‌ها اختیار کرد؛ ولی برای تحلیل عملکرد یک واحد و ریشه‌یابی مشکلات، باید با تمرکز بر فرایندهای کوچک، فعالیت‌های تشکیل دهندهٔ آن‌ها را به دقت مورد شناسایی و ارزیابی قرار داد.

### شناسایی یک فرایند
شناسایی فرایند مستلزم تشخیص موارد زیر است:
1. فعالیت آغازکننده.
2. فعالیت خاتمه دهنده.
3. نتایج یا بروندادهای تغییر یافته یا خروجی.
4. درون‌داد (عامل A و منابع) و استانداردها.
5. فعالیت‌های تشکیل دهندهٔ فرایند و ارتباط آن‌ها با یکدیگر.

بهتر است شناسایی یک فرایند قدم به قدم بر اساس موارد فوق انجام گیرد. بدین معنا که پس از تشخیص فعالیت‌های آغازکننده و خاتمه دهنده، برونداد تغییر یافته یا نتیجهٔ فرایند شناسایی و پس از آن برای شناسایی درونداد اقدام شود. پس از تعیین محدودهٔ فرایند (نقاط آغاز و پایان) و هدف از اجرای آن (بروندادهای تغییر یافته) باید فعالیت‌های تشکیل دهندهٔ فرایند و ارتباط آن‌ها را با یک‌دیگر شناسای
در بازار کنونی، عوامل متعددی اعم از داخلی و خارجی موجب ضرورت بهبود فرایندهای کاری شده‌اند که عبارت‌اند از:
- سطح عملکرد بسیاری از فرایندها، روند کاهشی مداوم را نشان می‌دهد مگر اینکه نیروهایی برای حفظ آن‌ها اعمال شود. به بیانی دیگر برای سهولت حفظ استانداردهای جاری می‌بایستی سطح مشخصی از نگهداری را اجرا کرد. اگر اضافه بر حفظ شرایط جاری، بهبود و نوسازی نیز مدنظر باشد، لازم است تلاشی بیش از نگهداری روزمره صورت پذیرد.
- اگر فرایندهای یک سازمان بهبود نیابند، شرایط سازمان همواره مشابه شرایط رقبا خواهد بود. این وضعیت اگر به‌طور محض رخ دهد، به این معنا که نه سازمان و نه رقبا بهبود نیابند، در این صورت همواره سازمان‌های فعال دیگر این شانس را دارند که به این بخش از بازار وارد شوند.
- مشتریان امروزی، به‌طور مداوم پرتوقع‌تر و رک‌تر می‌شوند. میزان کیفیت تأمین هر روزه بهبود می‌یابد و موجب رشد تدریجی توقعات می‌شود. اگر همواره این امکان وجود ندارد که فراتر از توقعات عمل شود که حالت ایدئال است، اما حداقل می‌بایستی توقعات را پوشش داد. در صورتی که این اتفاق نیفتد، بی‌گمان مشتری از دست خواهد رفت.

### نظام مدیریت فرایند
نظام مدیریت فرایند با در نظر گرفتن گام‌های مورد نیاز برای انجام کار و ایجاد ارتباط زنجیره‌ای بین این گام‌ها، سعی در یکنواخت کردن، ایجاد ثبات رویه، افزایش ارزش افزوده و مستندسازی می‌کند. از طریق نظام مدیریت فرایند می‌توان کارایی، سودآوری و کیفیت فرایند تولید را افزایش داد.
نظام مدیریت فرایند عبارت است از: ترکیبی از فعالیت‌ها و قوانین که هدف آن‌ها دستیابی به هماهنگی و یکدستی (کامل) محصول به دست آمده از تکرارهای متوالی فرایند است و اطمینان می‌دهد که همه محصولات ساخته شده یکسان و مشابه‌اند.

### فواید نظام مدیریت فرایند
با ایجاد ثبات رویه در انی کرد و در آخرین مرحله باید ویژگی‌های دقیق منابع مورد نیاز برای انجام فعالیت‌ها و روش به‌کارگیری این منابع را روشن ساخت (استانداردها).

### تقسیم‌بندی فرایندهای سازمانی
فرایندهای اصلی: این نوع فرایندها، هسته مرکزی و فرایندهای ارزش‌ساز شرکت هستند. آن‌ها به صورت محوری در شرکت اجرا می‌شوند و فعالیت‌های مستقیم را از تأمین‌کنندگان تا مشتری در برمی‌گیرند.
فرایندهای پشتیبانی: این نوع فرایندها به صورت مستقیم ارزش‌ساز نیستند، اما برای پشتیبانی فرایندهای اصلی مورد نیاز هستند. فعالیت‌هایی همچون مدیریت مالی و مدیریت پرسنلی در این گروه قرار دارند.
فرایندهای توسعه: این نوع فرایندها با هدف بالا بردن سطح کارایی زنجیره ارزش با فرایندهای اصلی و پشتیبانی آن انجام می‌شوند. مثال‌هایی از این گروه، توسعه محصول و توسعه تأمین‌کنندگان هستند.

### تشخیص فرایندهای سازمان و تعیین مالکیت آن‌ها
اساساً هر سازمانی، هم دارای واحدهای سازمانی است و هم از فرایندها تشکیل می‌شود. اخیراً به جای در نظر گرفتن سازمان به صورت ترکیبی از چندین واحد سازمانی، به فرایندهای تجاری شرکت توجه می‌شود. دلایل زیر این نگرش را منطقی جلوه می‌دهند.
1. هر فرایند، یک مشتری دارد و تمرکز بر فرایند، به تمرکز بهتر بر مشتری می‌انجامد.
2. ایجاد ارزش بر روی محصول نهایی، از فرایندهای افقی حاصل می‌شود.
3. با تعریف مرز فرایندها، مشتریان و تأمین‌کنندگان فرایندها، ارتباطات بهتر و درک کاملتری از نیازمندی‌ها حاصل می‌شود.
4. با مدیریت کل فرایندهایی که میان واحدهای سازمانی در جریان هستند، به جای مدیریت هر یک از واحدهای سازمانی، ریسک بهینه‌سازی‌های جزئی و دور شدن از بهینه‌سازی کلی کاهش می‌یابد.
5. با مشخص کردن مالک فرایندها که مسئول اصلی فرایندها هستند، از روش سنتی واگذاری مسئولیت به صورت سازماندهی وظیفه‌ای اجتناب خواهد شد.
6. مدیریت فرایندها، پایه بهتری را برای کنترل زمان و منابع حاصل می‌کند. با در نظر گرفتن این حقیقت که هر فرایند، یک مشتری و یک تأمین‌کننده دارد.

### ضرورت بهبود فرایندها
جام کارها، عادت دادن کارکنان به پیروی و دنبال کردن گام‌های یکسان برای انجام یک کار، مستندسازی انجام کار و آموزش آن به افراد، تنوع سلیقه در انجام عملیات کاهش می‌یابد و بسیاری از مشکلات حل می‌شوند. در عین حال، ممکن است مسائلی نیز در انجام کارها وجود داشته باشد که علت و معلول آن کاملاً قابل تحلیل نباشد، ولی یکسان کردن روش انجام عملیات باعث کاهش مشکلات کیفیت می‌شود. این مشکلات معمولاً ناشی از تفاوت بین روش مورد استفاده و روش تعریف شده است.